# Прощався стрілець
«Прощався стрілець» — за думкою дослідників, одна з пісень корпусу «Українських січових стрільців», написана за мотивами і на музику української народної пісні у 1914 році. Містить художній прийом у вигляді звернення бійця до свого коня, щоб він відніс вістку про його загибель додому («Лети, коню мій, скажи неньці рідній, Що я лежу у степу забитий»).
2005 року пісня у п'яти варіантах надрукована в збірнику «Стрілецькі пісні».

## Текст пісні
Розпрощався стрілець із своєю ріднею,

Сам поїхав в далеку дорогу.

За свій рідний край, за козацький звичай

Здобувати в бою перемогу.

Відгримів лютий бій у широкім степу,

День кривавий надвечір схилився,

Лиш трава шелестить, вбитий стрілець лежить,

Над ним коник його нахилився.

Ой коню ж мій, коню, не стій наді мною,

Не копай сиру землю копитом,

Біжи, коню мій, скажи неньці моїй,

Що я впав за Вкраїну забитий.

Нехай батько і мати, і ріднії сестри,

Нехай вони за мною не плачуть.

Я в степу лежу, за ріднею тужу,

Чорний крук наді мною вже кряче.

Ряди за рядами ідуть партизани,

До походу гармата їм грає,

За волю і честь лиш березовий хрест

Дрібні сльози на шлях проливає.

А слава козацька не вмре, не загине,

Будуть люди про нас говорити,

Що були козаки і отут полягли –

Вони вміли свій край боронити.

## Варіанти пісні
Нумерація за збіркою «Стрілецькі пісні», упорядник Оксана Кузьменко, Львів, 2005.
(1992) 350 Прощався стрілець зі своєю ріднею
Записали В. Коваль, В. Гречко 22.06.1992 р. у селі Бердихів Яворівського р-ну Львівської обл. від Козака Петра, 1920 р.н. Нотна транскрипція В. Коваля.
(1995) 351 Прощався стрілець із своєю ріднею
Зап. О. Харчишин 01.06.1995 р. у с. Коцурів Пустомитівського р-ну Львівської обл. від Панчишняк Стефанії, 1935 р.н. (Харчишин, арк. 251). Нотна транскрипція В. Коваля. 
Варіант: Голдрич, 2002, с. 32-33.
(1998; 1992) 362 Розпрощався стрілець зі своєю ріднею [1]
Зап. О. Кузьменко 27.08.1998 р. у с. Розгадів Зборівського р-ну Тернопільської обл. від Стефанишина Володимира, 1925 р.н. та Стефанишин Емілії, 1926 р.н. "Пісню співали у селі хлопці-повстанці". Нотна транскрипція Л. Лукашенко.
Варіанти
- Гіщинський, 1992[10], с. 34;
- ІМФЕ[11], ф. 14-5, спр. 493, арк. 477 (с. Сновидів Бучацького р-ну Тернопільської обл.);
- ПВНЦ[12], ф. 1-Б, од. зб. 83, арк. 47 (с. Кухарі Ковельського р-ну Волинської обл.),
- Іваницький, 2004[13], с. 246-247.

(1996) 363 Розпрощався стрілець зі своєю ріднею [2]
Зап. Є. Луньо 26.10.1996 р. у м. Яворові Львівської обл. від Британ Марії, 1932 р.н. і Меньок Галини, 1978 р.н. (Луньо, д/а, п. 2, зш. 18, арк. 1). Нотна транскрипція М. Бундз.
(1997; 1991—2001) 364 Розпрощався стрілець із своєю ріднею
Зап. О. Кузьменко 15.11.1997 р. у с. Мокротин Жовківського р-ну Львівської обл. від Вахули Петронелії, 1933 р.н. "Співали пісню на стрілецькій могилі у с. Наконечному на Яворівщині".
Найпоширеніший варіант. Він є основою для інших варіантів, доповнених у повстанському середовищі, з характерною кінцівкою про партизанів. Нотна транскрипція Л. Лукашенко.
Варіанти
- Правдюк, НТЕ, 1991, № 6[14], с. 39; О. Правдюк записав у січні 1990 року у селі Звенигороді Пустомитівського р-ну Львівської області від М. С. Колоди, С. Р. Дзюбан, П. І. Король, К. С. Закалик та ін.
- Смаль, 1997, с. 109-110;
- Береза, Дацко, 1997, с. 180;
- Сокіл В., Сокіл Г., 1998, с. 416-417;
- Андрусяк, Паньків, 2001, с. 208;
- Харчишин, арк. 252 (с. Романів Перемишлянського р-ну Львівської обл).

## Плагіат
В радянські часи пісня була привласнена радянськими діячами Коолем і Алєксандровим під назвою «Там вдали, за рекой».